# Tandådalen
Tandådalen – szwedzki ośrodek narciarski położony w zachodniej części regionu Dalarna, w gminie Malung-Sälen. Leży u stóp szwedzkiej części Gór Skandynawskich, w pobliżu granicy z Norwegią, niedaleko Sälen. Znajdują się tu 54 trasy.
Często rozgrywane są tutaj zawody Pucharu Świata w snowboardzie.

## Galeria

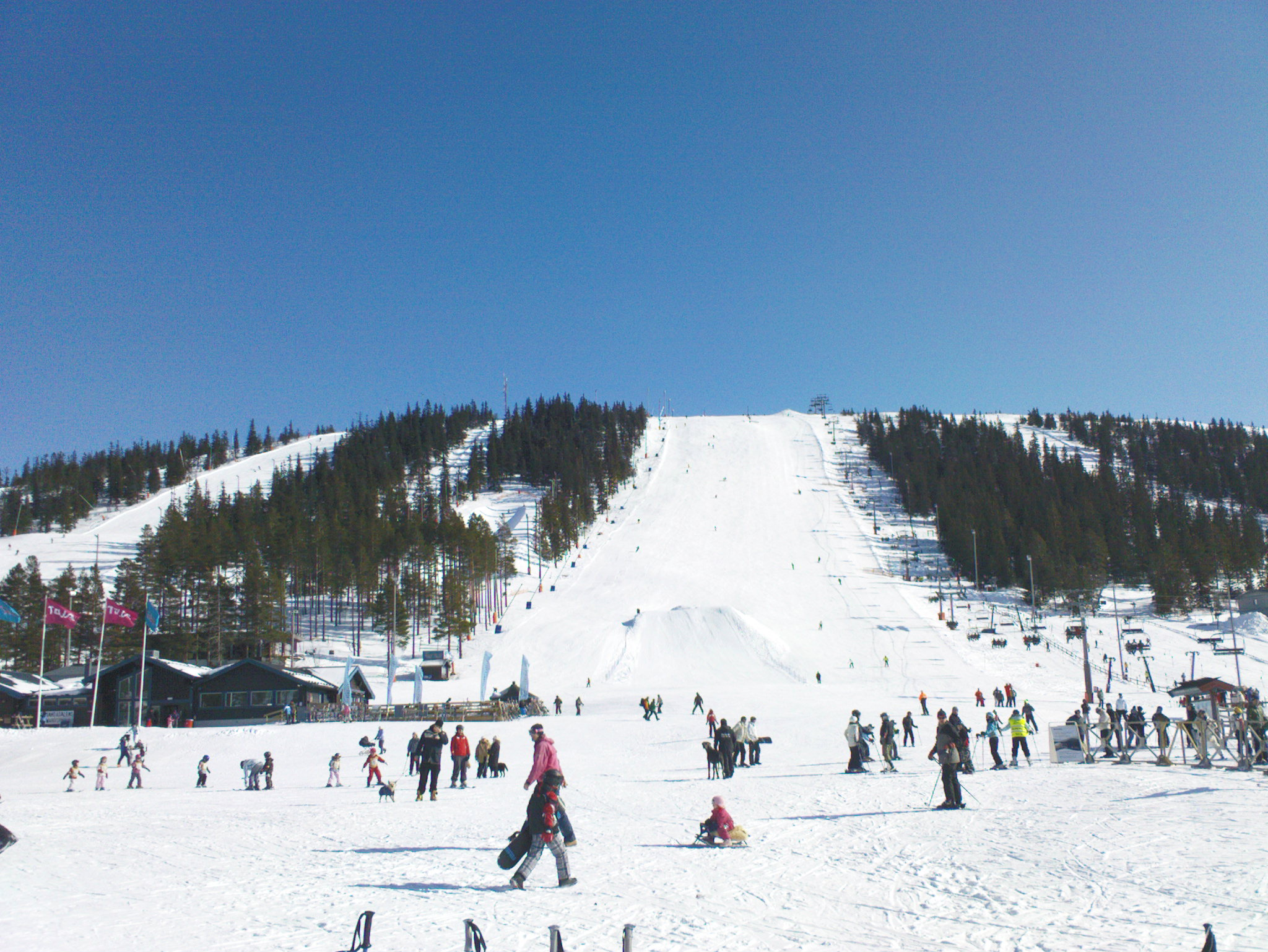
Stok narciarski w Tandådalen
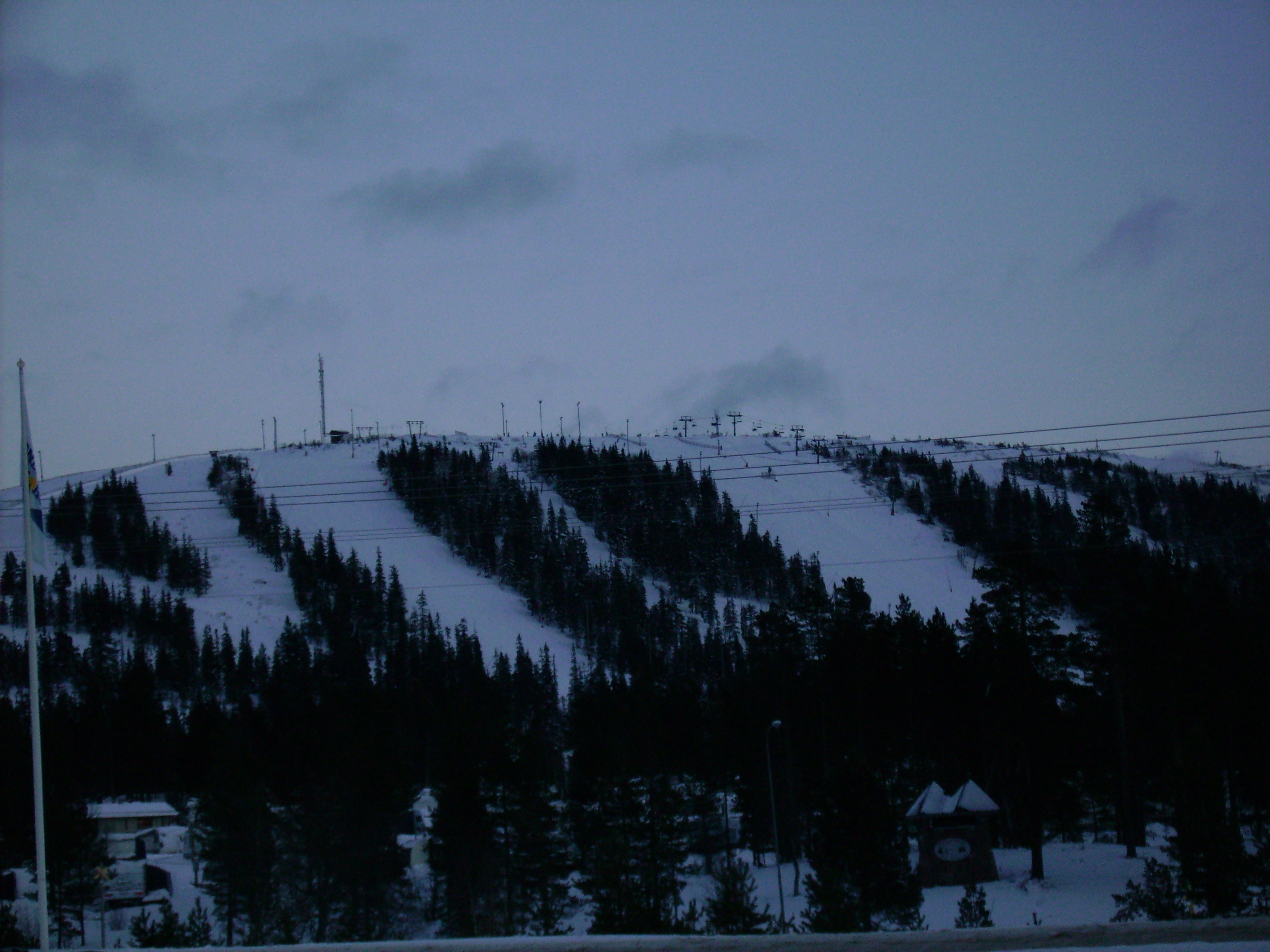
Stok narciarski w Tandådalen
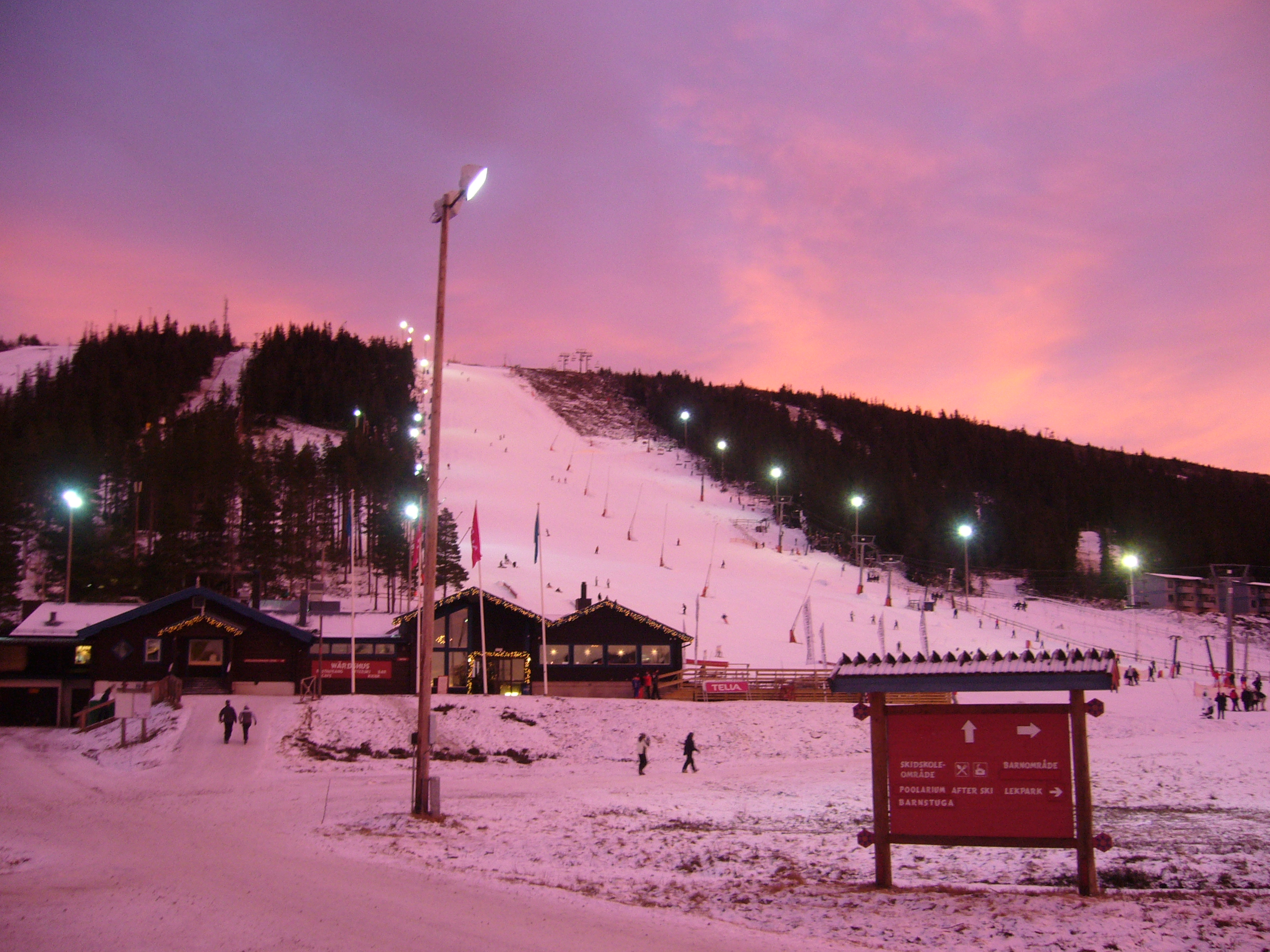
Stok narciarski w Tandådalen